# Solatopupa cianensis
Solatopupa cianensis is een slakkensoort uit de familie van de Chondrinidae. De wetenschappelijke naam van de soort is voor het eerst geldig gepubliceerd in 1910 door Caziot.